# ميلدريد بي. ميتشيل
ميلدريد بي. ميتشيل (بالإنجليزية: Mildred B. Mitchell)‏ هي عالمة نفس أمريكية، ولدت في 25 ديسمبر 1903 في روكفورد في الولايات المتحدة، وتوفيت في 1983.